# Sgt. Pepper's Lonely Hearts Club Band (sång)
"Sgt. Pepper's Lonely Hearts Club Band" (Lennon/McCartney) är titellåten från albumet Sgt. Pepper's Lonely Hearts Club Band med The Beatles, släppt 1967. Låten spelas även i filmen med samma namn från 1978, men framförs då av en annan grupp.

## Låten och inspelningen
Paul McCartney hade tagit intryck av fantasifulla namn på många nyare amerikanska grupper samt influenserna från Music Hall och vaudeville som dessa använde sig av. Därifrån kom idén med det påhittade bandet ”Sgt Pepper”.[källa behövs] John Lennon, något märkt av sitt LSD-missbruk, lutade sig både bildligt och bokstavligt talat tillbaka och lät den energiske McCartney sköta det mesta av låtskrivandet och studioarbetet kring albumet. Titelspåret, som 1 – 2 februari och 3 samt 6 mars 1967 var en blandning av tidig hårdrock och bleckblås då man även hyrt in fyra valthornister (James W Buck, Neil Sanders, Tony Randall, John Burden). De hårda rockinfluenserna kom bland annat från Jimi Hendrix Experience, som Paul sett live under januari Jimi Hendrix skulle senare komma att spela titelspåret på ”Sgt Pepper” live. George Harrison ägnade sju timmar åt ett gitarrsolo i låten som senare ersattes av McCartneys dito. Låten blev titelspåret på LP:n Sgt. Pepper's Lonely Hearts Club Band, som gavs ut i England och USA 1 juni respektive 2 juni 1967.

### "Sgt. Pepper's Lonely Hearts Club Band (reprise)"
"Sgt. Pepper's Lonely Hearts Club Band (reprise)" är det näst sista spåret på albumet. Det hade börjat bli bråttom med inspelningen, då man 1 april 1967 satte denna låt, en repris på det inledande titelspåret efter en idé från gruppens alltiallo, Neil Aspinall. När de natten till 2 april fått ned hela ”Sgt. Pepper” på en provisorisk acetatskiva åkte man till ”Mama” Cass Eliots lägenhet på Kings Road och spelade skivan på högsta volym – klockan sex på morgonen – med öppna fönster. Efter denna låt gjordes enbart några pålägg på ”Within You Without You” plus det tjatter av ljud som avslutade skivan, vilket bandades 21 april 1967.